# Вулиця Бетховена (Львів)
Вулиця Бетхо́вена — вулиця в Шевченківському районі міста Львів, у місцевості Замарстинів. Пролягає від вулиці Липинського до вулиці Городницької. 

## Історія та забудова
Вулиця відома з початку XX століття у складі селища Замарстинів, з 1910 року мала назву Городницька бічна, з 1926 року — Ягелли, на честь польського короля Владислава Ягелли. У 1934 році отримала назву вулиця Бехонського. Сучасна назва — з 1950 року, на честь німецького композитора Людвіга ван Бетховена.
Вулиця пролягає через промислову зону, до вулиці належить лише один двоповерховий будинок № 15, зведений у 1930-х роках у стилі конструктивізм. 